# Justa Nobre
Justa Nobre (Vale de Prados, 1957), é uma reconhecida chef portuguesa especialista em gastronomia portuguesa que fez parte do júri da edição portuguesa do programa Masterchef. 

## Percurso
Justa Nobre nasceu no dia 10 de Maio de 1957, na aldeia Vale de Prados, no concelho de Macedo de Cavaleiros, na região de Trás-os-Montes. 
Aos sete anos foi viver noutra aldeia com a tia Lucinda Eusébio, ficando com ela até ter 14 anos. Com 15 anos parte para Lisboa e vai trabalhar para a família do escritor Soeiro Pereira Gomes, tomando conta da sobrinha deste. 
A seguir ao 25 Abril, Justa com apenas 21 anos é convidada por Luís Vaz, na altura chefe do marido, para chefiar a cozinha do restaurante 33 em Lisboa. 
Ela e o marido abrem em 1988 o seu primeiro restaurante ao qual dá o nome Constituinte, onde recebe criticas positivas de críticos de restaurantes como José Quitério da revista Única do jornal Expresso e David Lopes Ramos do jornal Público, o que ajuda a lançar a sua carreira enquanto chef.  De seguida, em 1990 abre na freguesia da Ajuda (Lisboa), o restaurante Nobre cuja clientela incluía nomes como Mário Soares. 
Tornou-se conhecida ao participar em programas televisivos como Mesa à Portuguesa da SIC, na série Chefs produzida pela RTP em 2010, no qual vários chefs portugueses falam sobre a sua vida e o seu percurso na gastronomia e mais recentemente na edição portuguesa do programa Masterchef como jurada.

## Prémios e reconhecimentos
- 2016 - Foi homenageada pelo município de Macedo de Cavaleiros categoria de Empreendedorismo e Actividades Económicas[13]

- 2018 - Foi galardoada com o Prémio Empreendorismo nos prémios As Nossas Heroínas atribuídos pela Pollux[14][15]
- 2023 - Distinguida com o Prémio Carreira de 2023 do Guia Boa Cama Boa Mesa [16]

## Publicações
- 2011 - Sérgio Simões escreveu o livro Justa Nobre, paixão pela cozinha, sobre o percurso de Justa Nobre. [17][18]

- 2016 - Semear sabor, colher memórias: as origens da gastronomia portuguesa, co-autoria Fátima Moura, editora Vogais, ISBN 978-989-8839-67-1 [19][20]
- 2019 - Cascais local flavors, co-autor Nuno Soares Parreira,  ISBN 978-989-20-8881-5 [21]